# Heroica Ciudad de Tlaxiaco (kommun)
Heroica Ciudad de Tlaxiaco är en kommun i Mexiko.   Den ligger i delstaten Oaxaca, i den sydöstra delen av landet, 290 km sydost om huvudstaden Mexico City.
Följande samhällen finns i Heroica Ciudad de Tlaxiaco:
- Tlaxiaco
- Barrio San Diego
- Yosobee
- La Lobera
- Los Ángeles
- Llano de Guadalupe
- Plan de Guadalupe
- Colonia Adolfo López Mateos
- Cañada Candelaria
- Cruz Llorada
- Arboleda
- San Bartolo
- Santa Lucrecia
- Río Delgado
- San Miguel Progreso
- El Ojite
- Yucuhillo
- El Vergel
- San Isidro
- Campo de Aviación
- Benito Juárez Cuquila
- Cañada María
- Joya Grande
- El Capulín
- Nueva Reforma
- San Pedro Llano Grande
- San Sebastián
- La Unión
- Cañada del Curtidor
- El Sabino
- Cañada Alejandro
- Tierra Colorada
- Yosocahanu
- Juan Escutia
- Cabayoco
- Ejido Ojo de Agua
- Cañada María
- Las Huertas
- Rancho Viejo
- Ignacio Manuel Altamirano
- Rancho Yosondúa
- El Boquerón
- Barranca Obscura
- Yosotium